# Live at the Royal Albert Hall (Dua Lipa)
Live from the Royal Albert Hall is het eerste livealbum van de Britse-Albanese zangeres Dua Lipa. Het album werd uitgebracht op 6 december 2024 via Warner Records.

## Achtergrond
Op het album staat een concertregistratie van haar optreden op 17 oktober 2024 in de Royal Albert Hall in Londen. Het bestond uit solo-optredens en een geselecteerd duet met de Britse zanger Elton John en maakte deel uit van de promotie van haar derde studioalbum Radical Optimism (2024). Lipa werd op het podium begeleid door het Heritage Orchestra onder leiding van de Britse componist Ben Foster, haar zevenkoppige band en veertien koorzangers. Lipa onthulde in november 2024 dat haar concertspecial haar eerste livealbum zal worden.

## Promotie

### An Evening with Dua Lipa
Een gedeelte van het concert (met tussendoor interviews) werd op 8 december 2024 ook als televisiespecial uitgezonden op het Britse omroepnetwerk ITV1 onder de titel An Evening with Dua Lipa. Op kerstavond van hetzelfde jaar werd het concert ook op de Belgische zender VTM2 uitgezonden.

## Tracklijst
| 1.                 | Overture                     | 1:46 |
| 2.                 | End of an Era                | 3:59 |
| 3.                 | Houdini                      | 3:56 |
| 4.                 | Training Season              | 3:40 |
| 5.                 | These Walls                  | 3:50 |
| 6.                 | Whatcha Doing                | 3:58 |
| 7.                 | French Exit                  | 3:45 |
| 8.                 | Illusion                     | 3:57 |
| 9.                 | Falling Forever              | 4:00 |
| 10.                | Anything for Love            | 3:09 |
| 11.                | Maria                        | 3:45 |
| 12.                | Happy for You                | 4:23 |
| 13.                | Love Again                   | 6:02 |
| 14.                | Pretty Please                | 3:25 |
| 15.                | Levitating                   | 4:24 |
| 16.                | Sunshine                     | 4:42 |
| 17.                | Cold Heart (with Elton John) | 5:28 |
| 18.                | Be the One                   | 4:49 |
| 19.                | Dance the Night              | 4:07 |
| 20.                | Don't Start Now              | 4:25 |
| Totale duur: 81:30 |                              |      |